# 高山輝義
高山 輝義（たかやま てるよし、1879年（明治12年）10月4日 - 没年不詳）は、日本の陸軍軍人、政治家。最終階級は陸軍少将。第16代若松市長。

## 略歴
福島県出身。会津中学（4回生）を経て陸軍士官学校を卒業（12期）。同期生に畑俊六、杉山元両元帥、小磯国昭らがいる。1901年（明治34年）6月、歩兵少尉任官。歩兵第65連隊中隊長、同連隊副官、近衛歩兵第2連隊大隊長などを経て、1928年（昭和3年）には歩兵第79連隊連隊長に就任し同職を3年勤めた。1931年（昭和6年）8月1日少将に進み、同月に予備役編入となる。1942年（昭和17年）には若松市長に就任し、戦前最後の市長となった。
1944年（昭和19年）、会津松平家当主・松平保男の急逝に際し、旧領代表として葬儀に参列したが、会津地方からは多数の参列者が物品を持参して上京した。高山は松平の養女・秩父宮妃勢津子が嫁いだ秩父宮家事務官から、昭和天皇が交通事情の悪化、物資不足の折に多数の参列者があったことを聞き、謝意をもらしたと告げられ感激していた。

## 栄典
位階
- 1901年（明治34年）10月10日 - 正八位[3]
- 1910年（明治43年）9月30日 - 従六位[4]

勲章等
- 1940年（昭和15年）8月15日 - 紀元二千六百年祝典記念章[5]